# Bundesverkehrswegeplan
Der Bundesverkehrswegeplan (BVWP) ist das bedeutendste Rahmenprogramm der Bundesregierung zur Verkehrsinfrastrukturplanung in Deutschland. Aktuell gilt der 2016 beschlossene Bundesverkehrswegeplan 2030.

## Grundsätzliches
Der Bundesverkehrswegeplan trifft eine Aussage über die angestrebten Investitionen des Bundes in seine Verkehrswege (Fernstraßen, Schienenwege, Wasserstraßen), nicht nur den Neu- und Ausbau, sondern auch die Erhaltung und Erneuerung. Er hat einen Zeithorizont von ca. 10 bis 15 Jahren und folgt dem Ziel einer verkehrsträgerübergreifenden, integrierten Planung. Er dient der Koordinierung und Priorisierung der Vorhaben.

## Aufstellung
Der Bundesverkehrswegeplan wird vom Bundesverkehrsministerium aufgestellt. Die Erarbeitung des jüngsten Bundesverkehrswegeplans erfolgte in fünf Stufen:
1. Konzeptphase: Modernisierung der BVWP-Methodik
2. Prognosephase: Global- und Sektoralprognose
3. Bewertungsphase: Netzmängelanalysen/Projektvorschläge und -definition, Bewertungen
4. Beteiligungsphase: Ressorts, Länder, Öffentlichkeit (Verbände, Bürger)
5. Beschlussphase: BVWP (Bundeskabinett), Ausbaugesetze (Parlament)

Beurteilungskriterien der Bewertungsphase sind dabei das Nutzen-Kosten-Verhältnis, die raumordnerische Bedeutung (sogenannte Raumwirksamkeitsanalyse), die städtebauliche Bewertung sowie die Umweltrisiko- und FFH-Verträglichkeitseinschätzung. Darauf basierend wird jedes Vorhaben anschließend nach Dringlichkeit unter „Vordringlicher Bedarf (VB)“ oder „Weiterer Bedarf (WB)“ eingeordnet oder scheidet aus dem Prozess aus. Hinzu kommen bereits begonnene oder fest disponierte Projekte aus dem vorherigen BVWP. Diese werden als „fest disponiert“ (FD) bezeichnet.
Der BVWP wird anschließend vom Bundeskabinett beschlossen. Er ist zwar selbst kein Finanzierungsplan und hat keinen Gesetzescharakter, bildet aber die Grundlage für die vom Bundestag beschlossenen Ausbaugesetze für Bundesfernstraßen, Bundesschienenwege und Bundeswasserstraßen mit den jeweiligen Bedarfsplänen (BPl). Diese bilden als Anlage zum Fernstraßenausbaugesetz, zum Bundesschienenwegeausbaugesetz bzw. zum Bundeswasserstraßenausbaugesetz die rechtliche Grundlage für die Planung und den Bau der Bundesfernstraßen, Bundesschienenwege und Bundeswasserstraßen. Im Zuge des Gesetzgebungsverfahrens der Ausbaugesetze ist der Bundesrat zu beteiligen. Für die Bundeswasserstraßen existierte bis 2016 kein eigenes Ausbaugesetz bzw. Bedarfsplan, ihr Bau erfolgte stattdessen nach dem Bundesverkehrswegeplan.

Nach Ablauf von jeweils fünf Jahren ist zu prüfen, ob die Bedarfspläne an die Verkehrsentwicklung anzupassen sind. Die Ergebnisse der Bedarfsplanüberprüfungen haben keine unmittelbare Auswirkung. Sie können das Parlament aber zur Anpassung der Bedarfspläne oder die Bundesregierung zur Neuaufstellung eines Bundesverkehrswegeplans veranlassen.

## Rechtliche Wirkungen
Der Verkehrswegeplan entfaltet keine unmittelbaren rechtlichen Wirkungen, allerdings sollen nach der höchstrichterlichen Rechtsprechung des Bundesverwaltungsgerichtes die Bedarfsfeststellungen des Fernstraßenausbaugesetzes, welche aus dem Bundesverkehrswegeplan resultieren, als eine der wenigen überörtlichen Planungen im Rahmen der Abwägung nach § 17 Bundesfernstraßengesetz (FStrG) dahingehend bindend sein, dass im Rahmen der Planfeststellung ein fehlender Bedarf nicht angenommen werden sollte.
Diese Feststellung des Bedarfs soll auch die Verwaltungsgerichtsbarkeit binden, so dass diese im Rahmen der Überprüfung der Abwägung der Verwaltung nach Abwägungsfehlern grundsätzlich nicht von einem fehlenden Bedarf ausgehen darf.
Eine Ausnahme sollte nur insofern gelten, wenn die dem Bedarfswegeplan zugrundegelegten Prognose eine unhaltbare Einschätzung der Verkehrsentwicklung darstellt.
Die Überprüfung nach dieser Unhaltbarkeit sollte allerdings nicht den Verwaltungsgerichten, sondern dem Bundesverfassungsgericht obliegen, da es sich um eine gesetzliche Entscheidung handelt.

## Aktueller Bundesverkehrswegeplan
Der Bundesverkehrswegeplan 2030, der den Zeitraum von 2016 bis 2030 umfasst, wurde am 3. August 2016 von der Bundesregierung beschlossen. Die Bedarfspläne für die Bundesschienenwege, Bundeswasserstraßen und Bundesfernstraßen wurden im 2. Dezember 2016 vom Deutschen Bundestag beschlossen und passierten am 16. Dezember den Bundesrat.
Das Dritte Gesetz zur Änderung des Bundesschienenwegeausbaugesetzes und das Gesetz über den Ausbau der Bundeswasserstraßen und zur Änderung des Bundeswasserstraßengesetzes traten am 29. Dezember 2016 in Kraft, das Sechste Gesetz zur Änderung des Bundesfernstraßengesetzes am 31. Dezember 2016. Der BVWP 2030 sieht über seine Laufzeit ein Investitionsvolumen von insgesamt mehr als 264,5 Milliarden Euro vor. Sein Volumen übersteigt um 91 Milliarden Euro das des bisherigen BVWP 2003.

## Geschichte

### Anfang
Angesichts wachsender Verkehrswegeinvestitionen des Bundes wurde Mitte der 1960er Jahre die Abstimmung der Planungen der Verkehrswege gefordert. Der im Oktober 1967 vorgestellte Leber-Plan sah als eine von zahlreichen Maßnahmen vor, ein Bundesverkehrswegeprogramm für Schiene, Straße, Wasserstraße und Luftverkehr aufzustellen. Damit sollten Verdichtungsräume, Industriezentren und Häfen besser verbunden, die Verkehrswege in Ballungsräumen entlastet, die seewärtigen Zufahrtswege zu den Häfen ausgebaut, die wirtschaftlich schwächeren Räume gefördert, die Verkehrsverhältnisse auf die Wiedervereinigung Deutschlands ausgerichtet sowie die Verkehrsnetze der Bundesrepublik Deutschland und ihrer europäischen Nachbarländer enger vernetzt werden. Aus diesem Konzept ging der erste Bundesverkehrswegeplan 1973 hervor.

### Bundesverkehrswegepläne
Die ersten fünf Bundesverkehrswegepläne sind meist nach dem Jahr benannt, in dem sie beschlossen wurden. Der Bundesverkehrswegeplan 2030 wurde während der Erarbeitung umbenannt und trägt das letzte Jahr seiner Laufzeit im Namen.
- Bundesverkehrswegeplan 1973
- Bundesverkehrswegeplan 1980 (beschlossen 1979)
- Bundesverkehrswegeplan 1985
- Bundesverkehrswegeplan 1992
- Bundesverkehrswegeplan 2003
- Bundesverkehrswegeplan 2030 (ursprünglich: Bundesverkehrswegeplan 2015, beschlossen 2016)

## Ausblick
Laut ihrem im November 2021 vorgelegten Koalitionsvertrag plant die rot-grün-gelbe Bundesregierung „auf Basis neuer Kriterien einen neuen Bundesverkehrswege- und -mobilitätsplan 2040 auf den Weg“ zu bringen.